# Les Aventures de Rabbi Harvey
Les Aventures de Rabbi Harvey (The Adventures of Rabbi Harvey), sous-titrée La sagesse et l'humour juifs au Far West, est une série de comics créée par Steve Sheinkin. Elle est éditée par Jewish Lights Publishing à partir de 2006 et en France par Yodéa éditions à partir de 2008.

## Personnages
Rabbi Harvey
Abigaïl
Big Milt
Bubbé

## Publication
| no | Anglais        | Anglais           | Français       | Français          |
| no | Date de sortie | ISBN              | Date de sortie | ISBN              |
| --- | -------------- | ----------------- | -------------- | ----------------- |
| 1 | juillet 2006   | 978-1-58023-310-1 | mars 2008      | 978-2-914084-58-1 |
| Titre du volume : Les Aventures de Rabbi Harvey (The Adventures of Rabbi Harvey: A Graphic Novel of Jewish Wisdom and Wit in the Wild West)Liste des chapitres : - Chap. 1 : Un rabbin dans la ville - Chap. 2 : Lira bien qui lira le dernier - Chap. 3 : Qui peut coller le rabbin ? - Chap. 4 : Pot de terre et pot d'argent - Chap. 5 : Au nom de la loi - Chap. 6 : Vendredi, le rabbin était affamé - Chap. 7 : Le rabbin ne pardonnera pas - Chap. 8 : Pour deux miches de pain - Chap. 9 : Vilaine Bubbé                                     |                |                   |                |                   |
| 2 | février 2008   | 978-1-58023-347-7 | janvier 2009   | 978-2-914084-59-8 |
| Titre du volume : Les Aventures de Rabbi Harvey 2 (Rabbi Harvey Rides Again: A Graphic Novel of Jewish Folktales Let Loose in the Wild West)Liste des chapitres : - Chap. 1 : Abigaïl contre le vent - Chap. 2 : Big Milt est de retour - Chap. 3 : Un costume comme il faut - Chap. 4 : Le trésor d'Harris - Chap. 5 : Une arme, une larme - Chap. 6 : Bubbé refait des siennes - Chap. 7 : Qui veut encore coller le rabbin ? - Chap. 8 : Drôle de maire à San Francisco - Chap. 9 : Le rabbinet son cocher - Chap. 10 : Il a neigé sur Elk Spring |                |                   |                |                   |
| 3 | février 2010   | 978-1-58023-422-1 | janvier 2011   | 978-2-914084-61-1 |
| Titre du volume : Les Aventures de Rabbi Harvey - Duel à Elk Spring (Rabbi Harvey vs. the Wisdom Kid: A Graphic Novel of Dueling Jewish Folktales in the Wild West)Liste des chapitres : - Chap. 1 : Rabbi Harvey au paradis - Chap. 2 : Qui peut coller le rabbin ? - Chap. 3 : Quatre frères, deux rabbins - Chap. 4 : Duel sur Main Street - Chap. 5 : Wolfie le sage - Chap. 6 : Rabbi Ruben, conseils en tout genre - Chap. 7 : Rabbi Harvey en cavale - Chap. 8 : Rabbi Harvey contre-attaque                                                  |                |                   |                |                   |

## Réception
En France, la série reçoit de nombreuses critiques positives. Télérama juge notamment que « dans cette approche assez savoureuse du fameux - et indéfinissable - humour juif, l'insolite des cas soumis au rabbin par des gens venant de partout débouche toujours sur une morale simple et lumineuse, où la tolérance est le maître-mot ». L'Express considère pour sa part que « le résultat est aussi déconcertant que drôle, porté par un dessin d'une simplicité toute... biblique ».

## Distinctions
- 2006 : prix « Moment Magazine's Emerging Writer » catégorie littérature jeunesse

### Édition américaine
Jewish Lights Publishing
1. 1 2  (en) « Tome 1 ».
2. 1 2  (en) « Tome 2 ».
3. 1 2  (en) « Tome 3 ».

### Édition française
Yodéa éditions
1. 1 2  (fr) « Tome 1 ».
2. 1 2  (fr) « Tome 2 ».
3. 1 2  (fr) « Tome 3 ».

### Documentation
- Frédérique Pelletier, « L'homme aux paroles d'or : Les Aventures de Rabbi Harvey' », dBD, no 25,‎ août 2008, p. 16.